# لويس كابايييرو
لويس كابايييرو (بالإسبانية: Luis Caballero)‏ (17 سبتمبر 1962 بأسونسيون في باراغواي - 6 مايو 2005 بأسونسيون في باراغواي) هو مدرب كرة قدم ولاعب كرة قدم باراغواياني في مركزي قلب الدفاع والدفاع، شارك في كأس العالم 1986. وشارك مع منتخب باراغواي لكرة القدم. أما مع النوادي، فقد لعب مع أوليمبيا أسونسيون ونادي غواراني (نادي كرة قدم) ونادي سول دي أميريكا وديبورتيفو مانديتش ‏.

## وصلات خارجية
- لويس كابايييرو على موقع الاتحاد الدولي (مؤرشف)  (الإنجليزية)
- لويس كابايييرو على موقع قاعدة بيانات كرة القدم.إي يو (الإنجليزية)
- لويس كابايييرو على موقع ناشيونال فوتبول تيمز (الإنجليزية)
- لويس كابايييرو على موقع عالم كرة القدم.نت (الإنجليزية)